# Arachnacris corporalis
Arachnacris corporalis är en insektsart som först beskrevs av Heinrich Hugo Karny 1924.  Arachnacris corporalis ingår i släktet Arachnacris och familjen vårtbitare. Inga underarter finns listade i Catalogue of Life.

## Bildgalleri

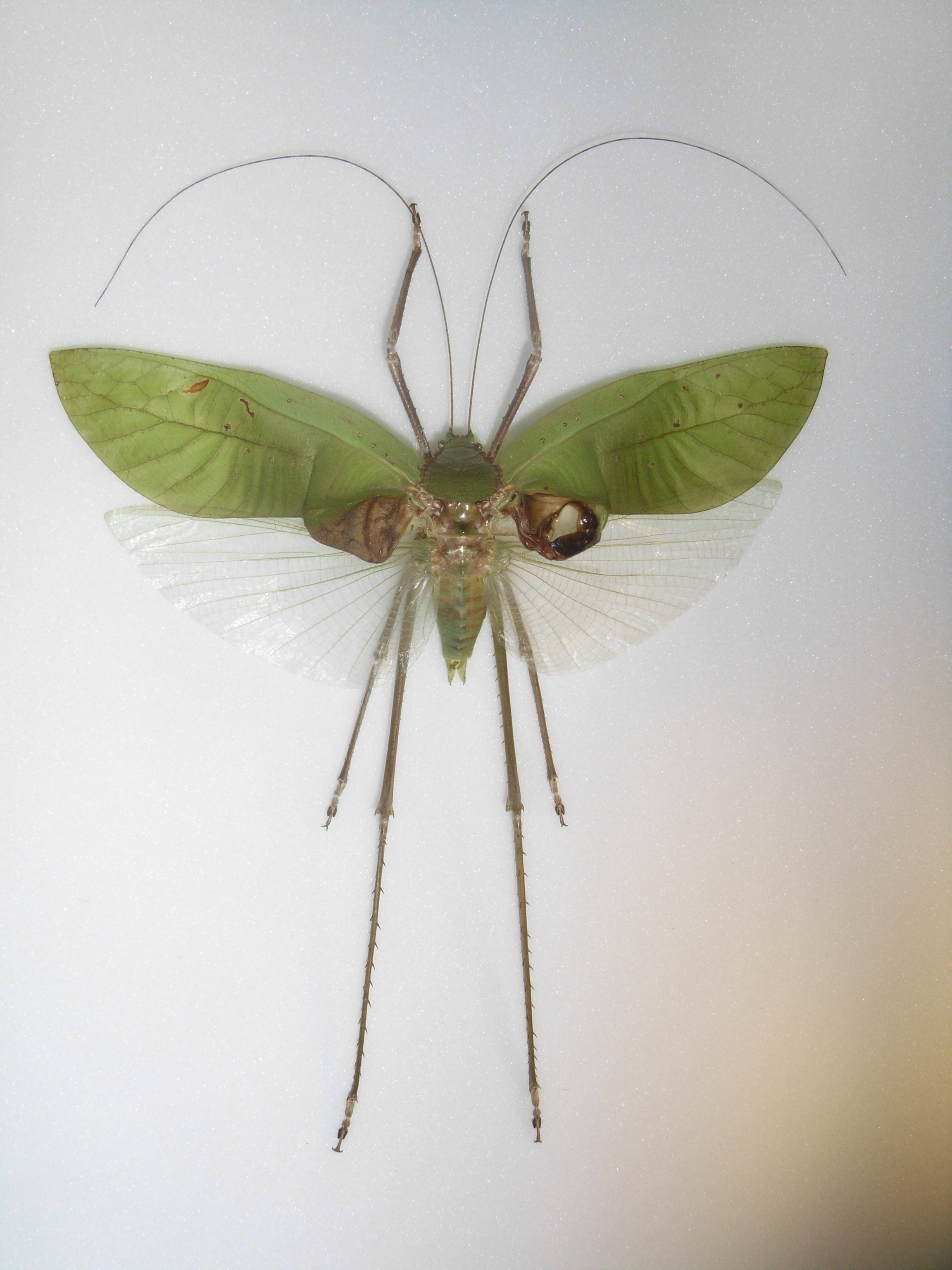
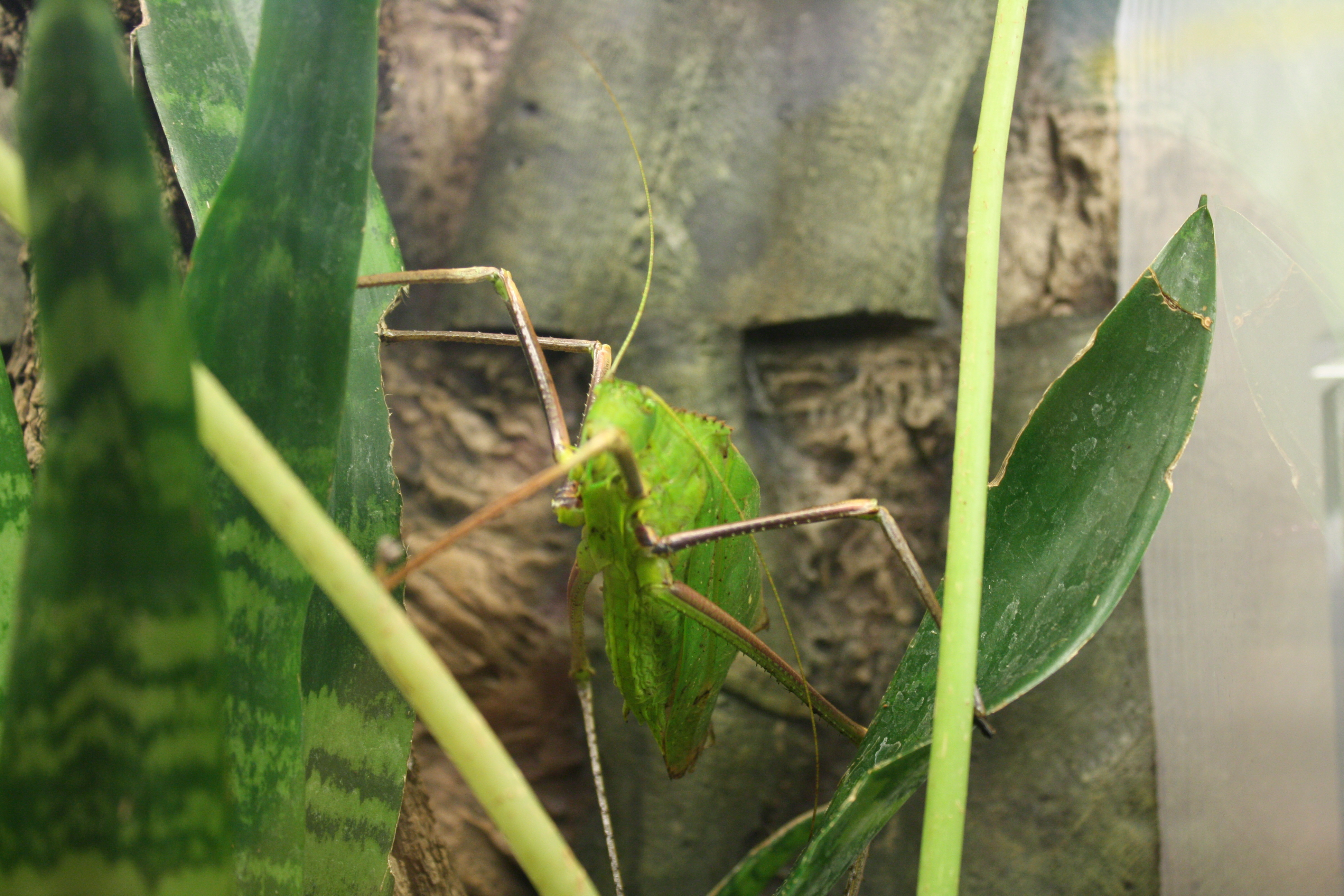